# Máng
Máng (芒) fue el 9.º rey de la legendaria dinastía Xia, posiblemente gobernó durante 18 años.
Tomó el trono en el año de Renshen (壬申), y para celebrar su entronización celebró una gran fiesta inaugural en la que regalo jades preciosos a todos sus vasallos.
En el 33.º año de su mandato, uno de sus vasallos, Shang Zihai, movió su capital de Shangqiu (商丘) a Yin (殷) por primera vez tras la reconquista de Shǎo Kāng.
Según los anales de bambú, en la historia-leyenda: un día mientras Máng navegaba por el mar de China Oriental, consiguió atrapar a un pez de dimensiones extraordinarias (este acontecimiento se narra como un hecho singular y épico).

## Antropónimos
- Mang, ciudad de Vietnam, frontera con Yunnan.